# Orodara
Orodara è un dipartimento del Burkina Faso classificato come città, capoluogo della provincia di Kénédougou, facente parte della Regione degli Alti Bacini.
Il dipartimento si compone del capoluogo e di altri 6 villaggi: Dieri, Diossogo, Kotoudeni, Lidara, Niale e Tin.